# 十文字インターチェンジ (秋田県)
十文字インターチェンジ（じゅうもんじインターチェンジ）は、秋田県横手市十文字町十五野新田にある、東北中央自動車道（湯沢横手道路）のインターチェンジである。
横手市旧増田町域の最寄りインターチェンジ。当ICの構造はトランペット型となっている。

## 歴史
- 1994年（平成6年）11月22日 : 十文字IC - 横手IC間開通に伴い、供用開始[2]
- 1997年（平成9年）6月26日 : 湯沢IC - 十文字IC間開通[2]。

## 周辺
- 道の駅十文字
- 十文字陸上競技場
- 十文字野球場
- 全農秋田県本部県南園芸センター
- JR東日本奥羽本線・十文字駅

## 接続する道路
- 直接接続
  - 国道13号

## 料金所
ブース数：4

### 入口
- ブース数：2
  - ETC専用：1
  - 一般：1

### 出口
- ブース数：2
  - ETC専用：1
  - 一般：1

山形方面へ向かう場合、十文字TBにて料金を徴収する形となる。

## 隣
E13 東北中央自動車道（湯沢横手道路）
湯沢IC - 十文字TB - 十文字IC - (3)横手IC